# السفاح كودي ليجيبوكوف
كودي ألان ليبوكوف هو سفاح كندي أدانته المحكمة العليا في كولومبيا البريطانية عام 2014 بتهمة قتل ثلاث سيدات وفتاة مراهقة، ما بين عامي 2009 و 2010 في مدينة برينس جورج أو بالقرب منها. ويُعد من أصغر سفاحي كندا المدانين. وقد لاقت محاكمته اهتمامًا قوميًا. وقد تمَّ إدراج لورين دون ليسلي، الفتاة البالغة من العمر 15 عامًا، في قائمة النساء والفتيات المفقودات والمشتبه في كونهن ضحايا في جرائم القتل في الطريق السريع.